# Assassinée
Pour plus de détails, voir Fiche technique et Distribution.
Assassinée est un téléfilm dramatique français réalisé par Thierry Binisti, diffusé en 2012.

## Synopsis
Cathy vient de perdre sa fille, victime de meurtre au jour de ses vingt ans, et décide de mener sa propre enquête afin de découvrir l'identité de l'assassin.

## Fiche technique
source : Allociné, bible de tournage
- Titre : Assassinée
- Réalisation : Thierry Binisti
- Scénario : Olga Vincent et Éric Rognard
- Décors : Jean Baptiste Albertini
- Costumes : Pascaline Suty
- Photographie : Dominique De Wever
- Musique : Thierry Westermeyer
- Production : Olga Vincent et Jean-Pierre Alessandri
- Société de production : Ramona Productions
- Sociétés de distribution : France 3, Radio télévision suisse
- Pays d'origine : France
- Langue originale : français
- Format : couleur
- Genre : drame
- Durée : 100 minutes
- Dates de diffusion :
  -  Suisse : 11 mai 2012 sur RTS Deux
  -  France : 15 mai 2012 sur France 3, rediffusion le 11 juin 2016, le 24 mars 2018 et le 17 février 2021
  -  Allemagne : 29 octobre 2013 sur BR

## Distribution
- Patricia Kaas : Cathy
- Serge Hazanavicius : Richard
- Raphaël Boshart : Laurent
- Marie Vincent : Marie
- Jonathan Cardonnel : Éric
- Anaïs Tellenne : Clara
- Jean-Paul Comart : le lieutenant Morand
- Nicolas Jouhet : Simon
- Clara Brajtman : Eva
- François Berland : Maître Dubuisson
- Hélène Bizot : Fabienne
- Thierry Gary : l'employé des pompes funèbres

## Production
Le producteur Jean-Pierre Alessandri souhaitait que le rôle principal de la mère soit interprété par la chanteuse Patricia Kaas : « Au moment où je recherchais une comédienne pour ce rôle, j'ai vu Patricia Kaas dans une émission de Laurent Ruquier. J'ai été impressionné par l'émotion qu'elle a su installer sur le plateau en parlant de son autobiographie. C'était exactement cette authenticité que je voulais pour Cathy ». Elle a longtemps hésité avant de l'accepter, « deux mois de réflexion ».
Le tournage a duré vingt-trois jours, entre le 28 septembre 2011 et le 28 octobre 2011 dans la région parisienne, en Seine-et-Marne et à Deauville.

## Audience
Assassinée réalise la meilleure audience de France 3 depuis le début de l'année en prime-time, devant Plus belle la vie, le 21 février, et Des racines et des ailes, le mercredi. En effet, le film dramatique sans doute promu grâce à la participation en guest principal de Patricia Kaas a conquis près de 5 422 000 de téléspectateurs pour quasi 20 % du public. Un très beau score pour la chaîne, d'autant qu'en face, la chaîne fait de l'ombre à Hugh Laurie alias Dr House.